# EWHL Super Cup
EWHL Super Cup är en internationell damishockeyturnering i Europa. Ligan startades 2011 av EWHL och IIHF för att kunna mäta EWHL-lagens slagkraftighet mot andra europeiska topplag.

## Champions
| Säsong    | Etta        | Tvåa             | Trea                 |
| --------- | ----------- | ---------------- | -------------------- |
| 2011/2012 | ESC Planegg | ZSC Lions        | HC Slovan Bratislava |
| 2012/2013 | ZSC Lions   | HK Pantera Minsk | ESC Planegg          |